# Attaque du 2 avril 2021 au Capitole des États-Unis
Ne doit pas être confondu avec Assaut du Capitole par des partisans de Donald Trump.
L'attaque du 2 avril 2021 au Capitole des États-Unis est une attaque survenue le 2 avril 2021 lorsqu'une voiture a percuté la barricade nord à l'extérieur du Capitole des États-Unis, le long de la Constitution Avenue, tuant un agent de la police du Capitole et en blessant un autre. En réponse, le complexe du Capitole a été verrouillé. L'homme suspect est sorti de la voiture en brandissant un couteau et a été abattu par la sécurité et est décédé plus tard.
Un policier a été blessé après avoir été heurté par le véhicule à l'extérieur de Capitol Hill. Un autre policier est mort des suites de blessures subies lors de l'attaque. Le suspect a été abattu après avoir tenté d'attaquer d'autres agents avec un couteau,.
Le suspect était un adepte de la Nation of Islam, un mouvement suprémaciste noir.